# بقعه امامزاده عبدالله و عبیدالله

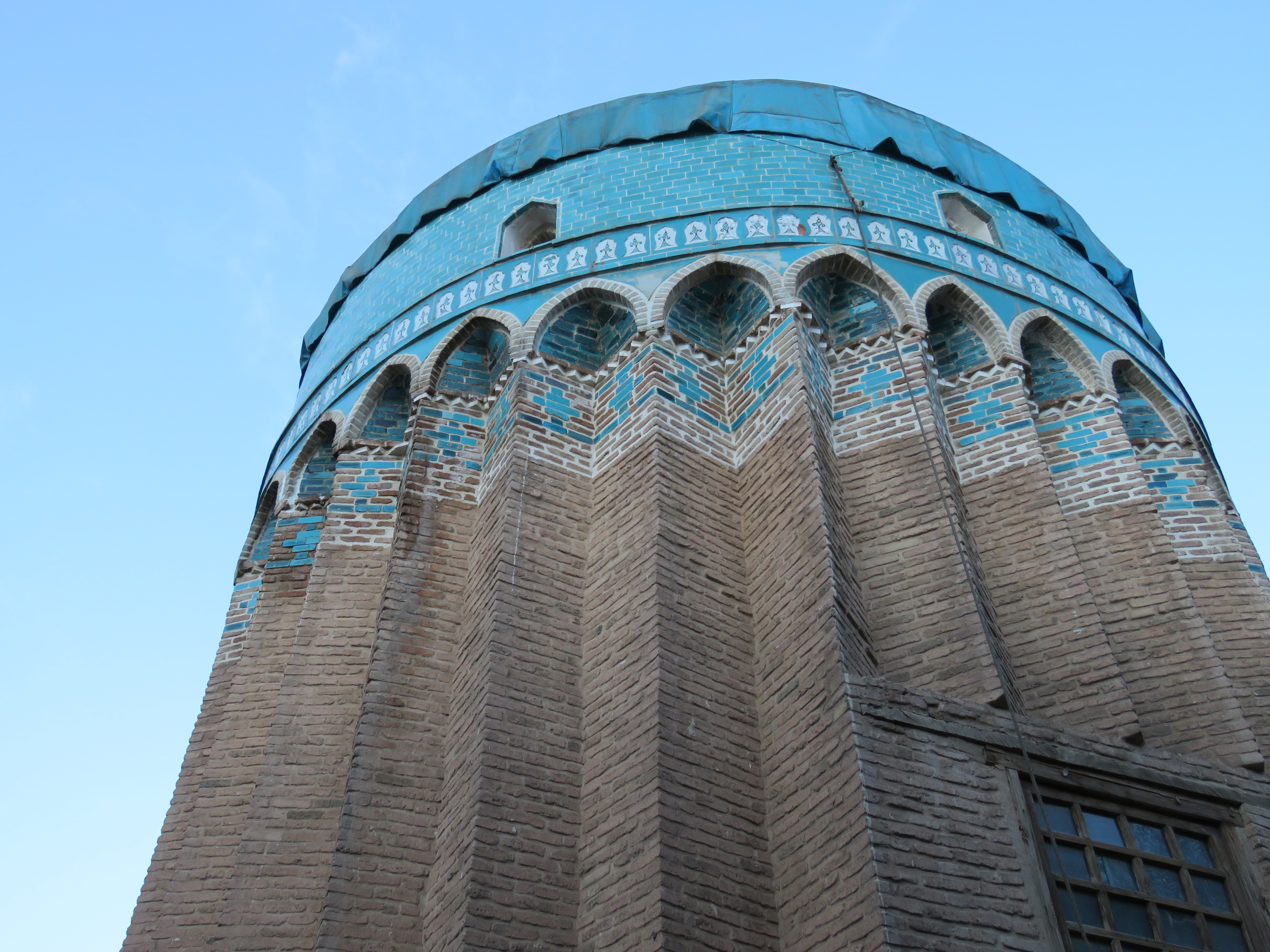
نمای نزدیک از گنبد دارای روکش محافظ

بقعه امامزاده عبداله و عبیداله مربوط به اواخر دوره سلجوقیان و دوره ایلخانی است و در دماوند، محله درویش واقع شده و این اثر در تاریخ ۴ تیر ۱۳۵۱ با شمارهٔ ثبت ۹۲۲ به‌عنوان یکی از آثار ملی ایران به ثبت رسیده است.